# Psychotria chagrensis
Psychotria chagrensis är en måreväxtart som beskrevs av Paul Carpenter Standley. Psychotria chagrensis ingår i släktet Psychotria och familjen måreväxter. Inga underarter finns listade i Catalogue of Life.